# Champagne-sur-Oise
 Champagne-sur-Oise  es una población y comuna francesa, en la región de Isla de Francia, departamento de Valle del Oise, en el distrito de Pontoise y cantón de Beaumont-sur-Oise.

## Demografía
| 2136 | 2381 | 2666 | 3110 | 3700 | 3889 |
| Para los censos de 1962 a 1999 la población legal corresponde a la población sin duplicidades (Fuente: INSEE [Consultar]) |      |      |      |      |      |